# Collectivité d'outre-mer
Pour les articles homonymes, voir COM.
- Collectivités d'outre-mer.

Collectivités d'outre-mer.

Les collectivités d'outre-mer (COM) sont des collectivités territoriales françaises d'outre-mer, qui sont soumises au régime juridique de spécialité législative tel que défini par l'article 74 de la Constitution de la Cinquième République.
Elles sont au nombre de cinq : la Polynésie française, Saint-Barthélemy, Saint-Martin, Saint-Pierre-et-Miquelon et Wallis-et-Futuna. Le statut spécifique de chacune d'entre elles est fixé par une loi organique, qui précise leurs compétences et les conditions dans lesquelles les lois et règlements applicables en métropole s'y appliquent.
Elles se distinguent des départements et régions d'outre-mer (DROM) régies par l'article 73 de la Constitution, où les lois et règlements sont généralement applicables de plein droit ; de la Nouvelle-Calédonie qui dispose d'un statut spécial de collectivité d'outre-mer sui generis, régi par le Titre XIII; et des Terres australes et antarctiques françaises (TAAF) (seul territoire d'outre-mer) et de l'Île Clipperton (propriété domaniale de l'État français), régis par l'article 72-3 al. 4.
Du point de vue de l'Union européenne, les collectivités d'outre-mer sont des pays et territoires d'outre-mer sauf Saint-Martin, qui est une région ultrapériphérique.

## Histoire

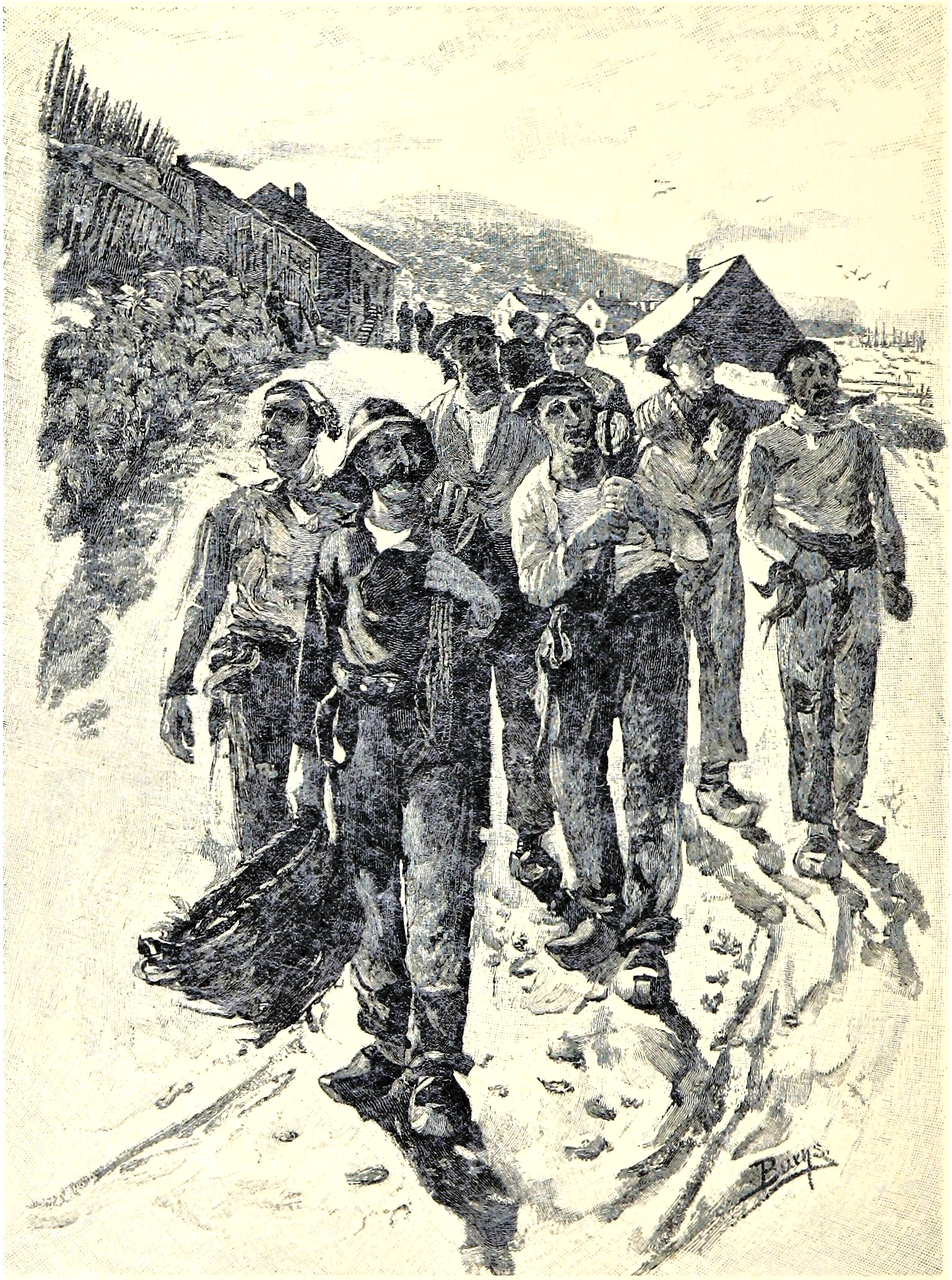
Des pêcheurs à Saint-Pierre (1885).

Saint-Pierre-et-Miquelon, Saint-Barthélemy et Saint-Martin sont issues du premier empire colonial français. Ces îles sont colonisées par la France au cours du XVIIe siècle : 
- Saint-Pierre-et-Miquelon est d'abord une base de pêcheurs normands, bretons et basques avant que des installations définitives aient lieu. L'archipel est cédé au Royaume-Uni à trois reprises et est récupéré par la France en 1816.
- Saint-Barthélemy est occupé par des Français, puis par des chevaliers de Malte et la Suède avant d'être récupéré par la France en 1878.
- Saint-Martin fait l'objet de disputes au XVIIe et XVIIIe siècles entre la France, le Royaume-Uni et les Pays-Bas jusqu'en 1839 où l'île est aujourd'hui divisée entre une partie française et une autre néerlandaise.

Saint-Barthélemy et Saint-Martin forment, lorsqu'elles sont récupérées par la France, des communes rattachées à la Guadeloupe.
La Polynésie française est colonisée au XIXe siècle dans le cadre du second empire colonial français et d'abord sous la forme de protectorats. Le protectorat sur le royaume de Tahiti est aboli en 1880 et la France crée alors les Établissements français d'Océanie auxquels sont intégrés les îles Gambier en 1891, les îles Sous-le-Vent en 1897 et les îles Australes progressivement jusqu'en 1901.
Wallis et Futuna demandent à être placées sous protectorat français sous le règne de la reine Amélia Togakahau en 1887. À la suite d'un  référendum en 1959, les deux îles deviennent un territoire d'outre-mer en 1961.

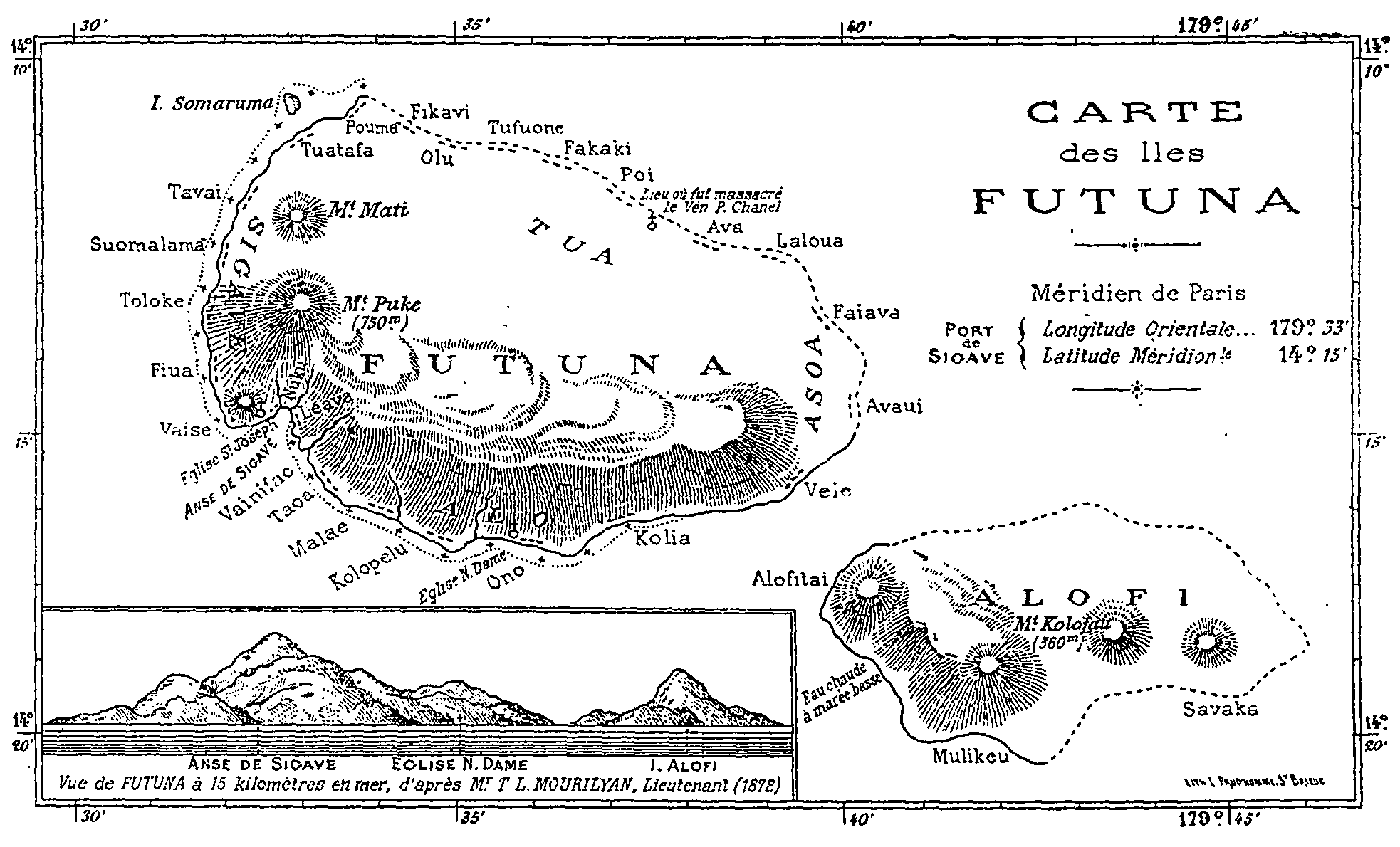
Carte de Futuna (Wallis-et-Futuna) (1907).

À l'issue de la Seconde Guerre mondiale, alors que le statut de l'empire colonial français évolue, les Établissements d'Océanie et Saint-Pierre-et-Miquelon deviennent en 1946 des territoires d'outre-mer dans le cadre de l'Union française alors que Saint-Barthélemy et Saint-Martin font partie du nouveau département de Guadeloupe. Wallis-et-Futuna reste en dehors de cette évolution statutaire en raison de sa spécificité coutumière. 
En 1957, à l'occasion de l'application de la loi-cadre Defferre, les Établissements d'Océanie prennent le nom de Polynésie française et sont dotés d'institutions locales élues. Wallis-et-Futuna devient un territoire d'outre-mer en 1961.
La Constitution de la Cinquième République adoptée en 1958 prévoit, dans son article 74 que « Les territoires d'Outre-Mer de la République ont une organisation particulière […] définie et modifiée par la loi après consultation de l’assemblée territoriale intéressée. »
En 1976, Saint-Pierre-et-Miquelon devient département d'outre-mer avant de devenir une collectivité territoriale à statut particulier en 1985.
Mayotte, qui avait été acquise par la France au XIXe siècle et rattachée au territoire des Comores en 1946, devient une collectivité territoriale à statut particulier en 1976 après l'indépendance de l'État comorien. 
À partir des années 1980, plusieurs lois dotent la Polynésie française de plus en plus d'autonomie : elle devient « un territoire d'outre-mer doté de l'autonomie interne » en 1984 et reçoit de nouvelles compétences en 1996 et 2004, année où elle obtient l’appellation de « pays d'outre-mer » qui est sans aucune valeur juridique et est purement nominale. Cette dernière loi organique lui permet d'adopter des lois du pays à valeur réglementaire. 
En 2001, Mayotte devient « collectivité départementale ».

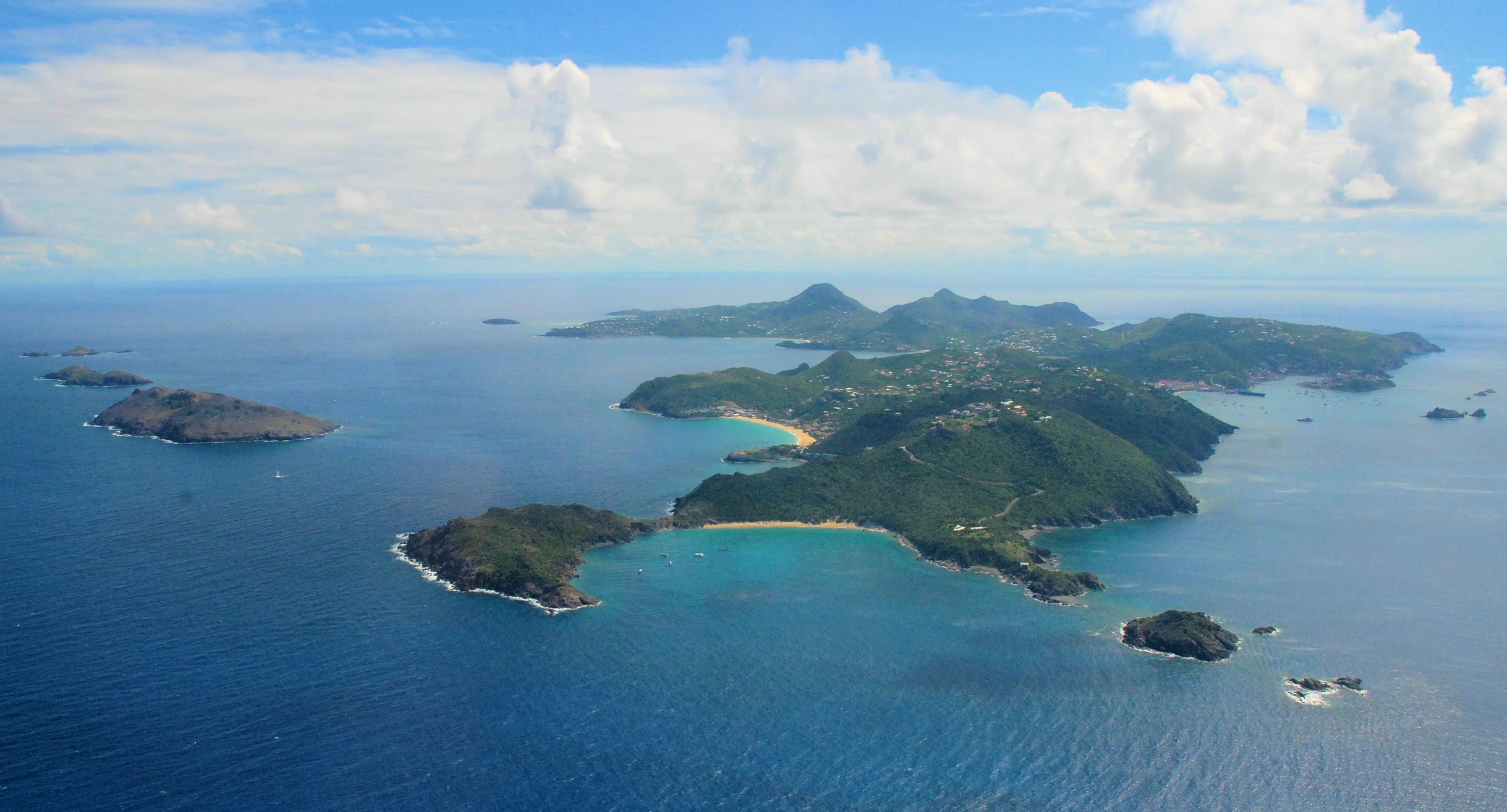
Vue aérienne de Saint-Barthélemy.

En 2003, une révision de l'article 74 de la Constitution substitue à territoire d'outre-mer la notion de collectivité d'outre-mer (COM). La nouvelle rédaction prévoit que le statut de chacune des collectivités d'outre-mer est « défini par une loi organique, adoptée après avis de l'assemblée délibérante » de la collectivité. En vertu de cet article, les lois et règlements applicables dans les collectivités d'outre-mer sont définis par la loi organique et elles peuvent recevoir toutes les compétences jusque-là exercées par l'État en dehors de « la nationalité, les droits civiques, les garanties des libertés publiques, l'état et la capacité des personnes, l'organisation de la justice, le droit pénal, la procédure pénale, la politique étrangère, la défense, la sécurité et l'ordre publics, la monnaie, le crédit et les changes, ainsi que le droit électoral ».
En 2007, après référendum, les communes de Saint-Barthélemy et Saint-Martin quittent le département de Guadeloupe pour former chacune une nouvelle collectivité d'outre-mer.
En 2011, Mayotte quitte le statut de collectivité d'outre-mer pour devenir une collectivité unique régie par l'article 73 de la Constitution et exerçant les compétences d'un département et d'une région d'outre-mer.
En 2022, les Îles Éparses sont toujours revendiquées par Madagascar.

## Liste
| Nom                      | Nom | Code INSEE | Chef-lieu    | Superficie | Population     | Fuseau horaire          | Évolution | Statut européen                |
| ------------------------ | --- | ---------- | ------------ | ---------- | -------------- | ----------------------- | --- | ------------------------------ |
| Saint-Pierre-et-Miquelon |     | 975        | Saint-Pierre | 242 km2    | 6 008 (2016)   | UTC−03:00               | 1814 : définitivement français, colonie 1946 : territoire d'outre-mer 1976 : département d'outre-mer 1985 : collectivité territoriale à statut particulier 2003 : collectivité d'outre-mer | Pays et territoire d'outre-mer |
| Saint-Barthélemy         |     | 977        | Gustavia     | 25 km2     | 9 793 (2016)   | UTC−04:00               | 1878 : définitivement français, rattaché à la Guadeloupe 2007 : collectivité d'outre-mer                                                                                                   | Pays et territoire d'outre-mer |
| Saint-Martin             |     | 978        | Marigot      | 53 km2     | 35 746 (2016)  | UTC−04:00               | 1839 : définitivement français, rattaché à la Guadeloupe 2007 : collectivité d'outre-mer                                                                                                   | Région ultrapériphérique       |
| Wallis-et-Futuna         |     | 986        | Mata Utu     | 140 km2    | 11 558 (2018)  | UTC+12:00               | 1887 : progressivement sous protectorat français 1880 : considéré comme partie des EFO 1961 : territoire d'outre-mer 2003 : collectivité d'outre-mer                                       | Pays et territoire d'outre-mer |
| Polynésie française      |     | 987        | Papeete      | 4 200 km2  | 275 918 (2017) | UTC−10:00, -9:30, -9:00 | 1880 : colonie 1946 : territoire d'outre-mer 2003 : collectivité d'outre-mer | Pays et territoire d'outre-mer |

## Statut

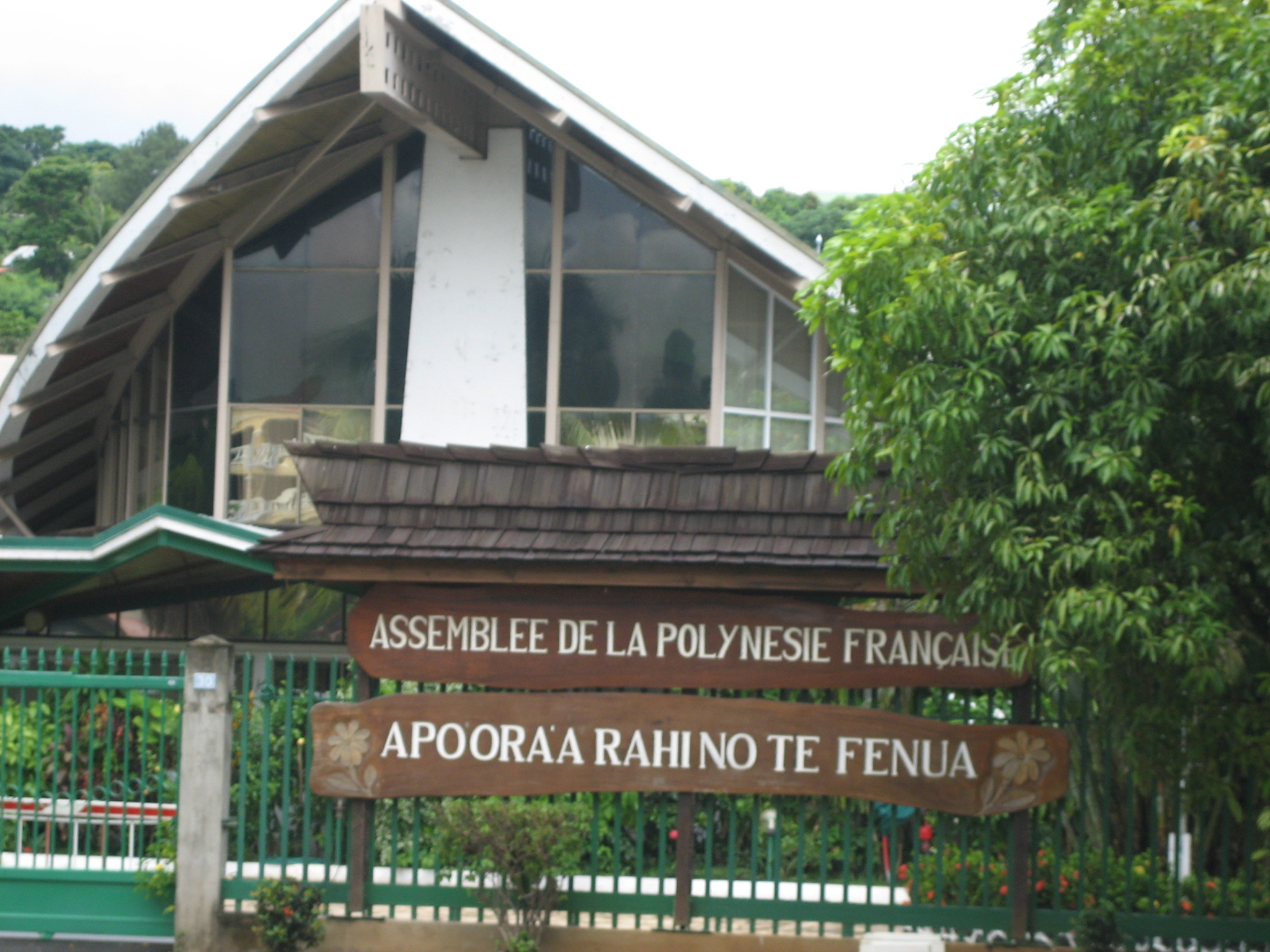
Édifice de l'Assemblée de la Polynésie française.

Les collectivités d'outre-mer sont régies par l'article 74 de la Constitution qui prévoit que la mesure dans laquelle s'appliquent les lois et règlements (régime de la spécificité législative), les compétences et les institutions des COM sont définies par la loi organique.
Ainsi, chaque collectivité d'outre-mer dispose d'une organisation et d'un statut particuliers.

### Institutions

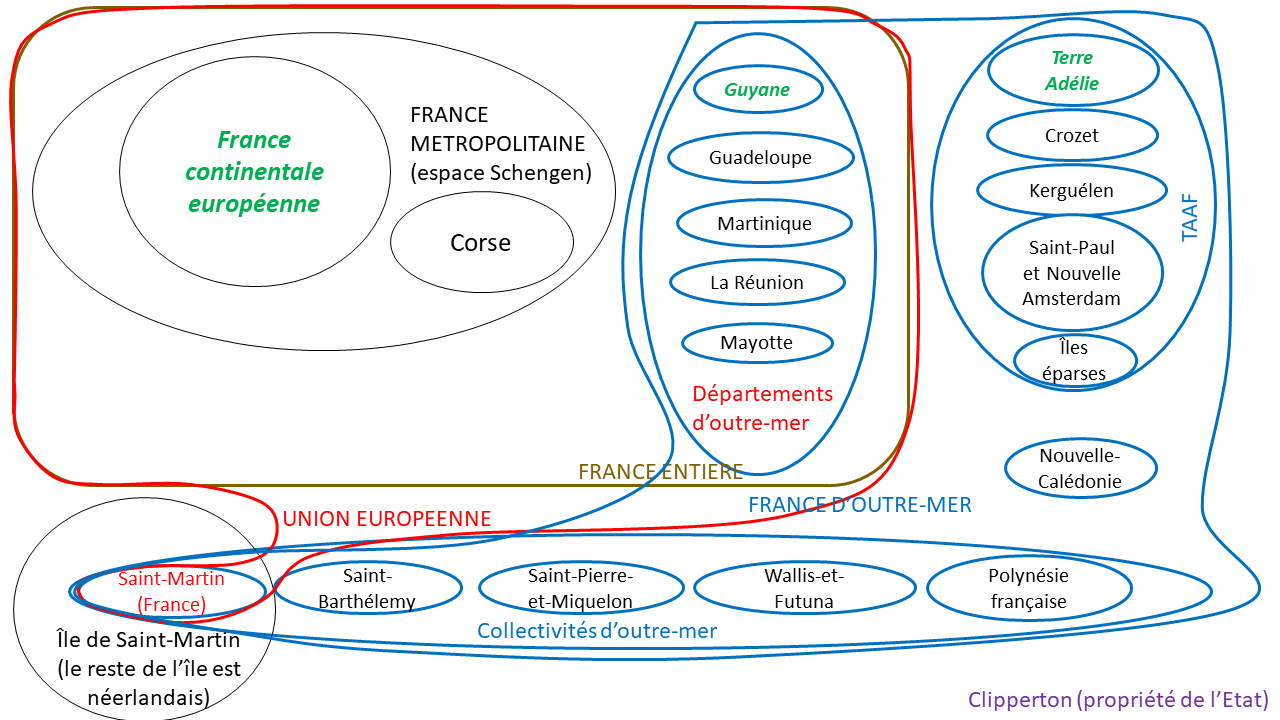
On voit la France métropolitaine et d'outre-mer, la partie appartenant à l'Union européenne. Pour des raisons de simplification, la France continentale est représentée en vert et en italique.

Pour chaque collectivité d'outre-mer, la loi organique précise l'organisation de ses institutions dont la composition de l'assemblée délibérante et son mode de scrutin et la manière dont est désignée l'exécutif de la collectivité :
- les institutions de Saint-Pierre-et-Miquelon, Saint-Barthélemy et Saint-Martin se rapprochent de celles d'un département ou d'une région de métropole avec un conseil territorial élisant un président et un conseil exécutif mais le président peut en outre faire l'objet d'une motion de défiance ;
- Wallis-et-Futuna dispose d'une assemblée territoriale élue mais, contrairement aux autres collectivités françaises, l'exécutif est assuré par le représentant de l'État et les royaumes coutumiers continuent à jouer un rôle important ;
- les institutions de la Polynésie française sont celles d'un régime parlementaire où le gouvernement, formé du président de la Polynésie française et de ministres, est responsable devant l'assemblée.

| Collectivité                                          | Législation                                                                                              | Représentant de l'État            | Assemblée délibérante                            | Assemblée délibérante                                                          | Exécutif                                                | Subdivisions                           |
| Collectivité                                          | Législation                                                                                              | Représentant de l'État            | Assemblée                                        | Mode de scrutin                                                                | Exécutif                                                | Subdivisions                           |
| ----------------------------------------------------- | --- | --------------------------------- | ------------------------------------------------ | ------------------------------------------------------------------------------ | ------------------------------------------------------- | -------------------------------------- |
| Collectivité territoriale de Saint-Pierre-et-Miquelon | Sixième partie, Livre IV du Code général des collectivités territoriales                                 | Préfet                            | Conseil territorial de Saint-Pierre-et-Miquelon  | Scrutin proportionnel à deux tours avec prime majoritaire (mandat de cinq ans) | Président du conseil territorial Conseil exécutif       | Communes                               |
| Collectivité de Saint-Barthélemy                      | Sixième partie, Livre II du Code général des collectivités territoriales                                 | Préfet délégué                    | Conseil territorial de Saint-Barthélemy          | Scrutin proportionnel à deux tours avec prime majoritaire (mandat de cinq ans) | Président du conseil territorial Conseil exécutif       |                                        |
| Collectivité de Saint-Martin                          | Sixième partie, Livre III du Code général des collectivités territoriales                                | Préfet délégué                    | Conseil territorial de Saint-Martin              | Scrutin proportionnel à deux tours avec prime majoritaire (mandat de cinq ans) | Président du conseil territorial Conseil exécutif       |                                        |
| Territoire des îles Wallis et Futuna                  | Loi no 61-814 du 29 juillet 1961 conférant aux îles Wallis et Futuna le statut de territoire d'outre-mer | Administrateur supérieur          | Assemblée territoriale des îles Wallis et Futuna | Scrutin majoritaire de liste avec panachage (mandat de cinq ans)               | Administrateur supérieur en tant que chef du territoire | Circonscriptions (royaumes coutumiers) |
| Polynésie française                                   | Loi organique no 2004-192 du 27 février 2004 portant statut d'autonomie de la Polynésie française        | Haut-commissaire de la République | Assemblée de la Polynésie française              | Scrutin proportionnel à deux tours avec prime majoritaire (mandat de cinq ans) | Président Gouvernement                                  | Circonscriptions, communes             |

### Application des lois et règlements et compétences des collectivités

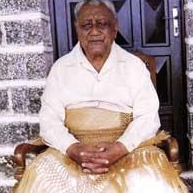
Tomasi Kulimoetoke II, roi d'Uvea de 1959 à 2007. À Wallis-et-Futuna, les monarchies locales jouent un rôle important dans le gouvernement du territoire.

L'article 74 de la Constitution dispose que, pour chaque collectivité d'outre-mer, une loi organique prévoit « les conditions dans lesquelles les lois et règlements y sont applicables ». Il s'agit du régime de la spécificité législative selon lequel les lois et règlements en vigueur en métropole ne sont applicables dans une collectivité d'outre-mer que sur mention expresse.
Le Conseil constitutionnel a estimé que les « lois de souveraineté » sont applicables de plein droit dans les COM, même sans mention expresse. Il s'agit principalement des lois constitutionnelles, des lois organiques et des textes relatifs aux grandes juridictions, à la nationalité ou au statut des fonctionnaires et militaires.
Les statuts régissant les collectivités de Saint-Barthélemy, Saint-Martin et Saint-Pierre-et-Miquelon prévoient que la plupart des lois et règlements y sont directement applicables.
Les compétences de chacune des COM sont fixées par leur statut spécifique. Ainsi :
- La Polynésie française dispose de la plus grande autonomie : toutes les matières qui ne sont pas expressément réservées à l'État par la loi organique de 2004 ou aux communes lui reviennent[23].
- Wallis-et-Futuna dispose d'un large champ de compétences, dont une partie relève directement des royaumes coutumiers ; l'État reste compétent en matière de défense, respect des lois, Trésor public et douane, contrôle administratif et financier, santé et enseignement (sauf l'enseignement primaire, concédé à l'Église catholique)[24],[25].
- Saint-Barthélemy et Saint-Martin exercent les compétences habituellement dévolues aux communes et aux départements et régions d'outre-mer[26].
- Saint-Pierre-et-Miquelon exerce les compétences habituellement dévolues aux départements et aux régions avec quelques exceptions (collèges et lycées, lutte contre les maladies vectorielles, routes nationales, police de la circulation, bibliothèques, service d'incendies et secours) ; elle exerce à la place de l'État l'immatriculation des navires de commerce[27].

### Union européenne

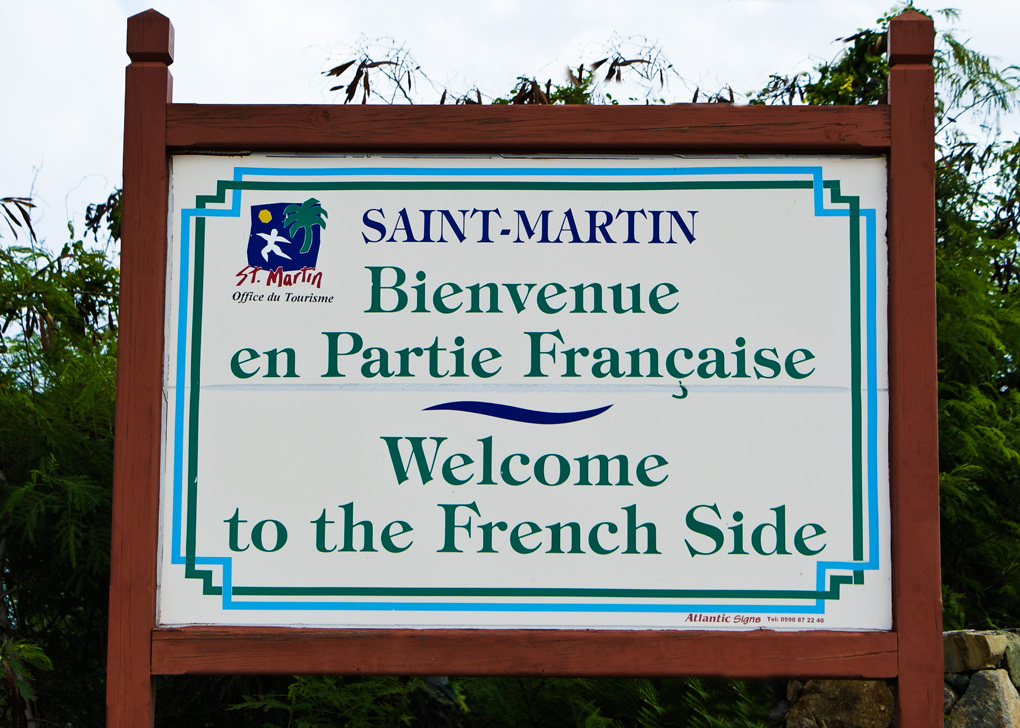
Frontière entre la partie française et la partie néerlandaise de l'île de Saint-Martin.

Du point de vue de l'Union européenne (UE), les collectivités d'outre-mer ont des statuts différenciés.
Ainsi, Saint-Martin est une région ultrapériphérique (RUP). Ce statut, prévu par l'article 349 du Traité sur le fonctionnement de l'Union européenne, en fait une partie intégrante du territoire de l'Union européenne dans lequel le droit communautaire s'applique comme dans les autres régions de l'UE mais rend possible des « mesures spécifiques » portant « notamment sur les politiques douanières et commerciales, la politique fiscale, les zones franches, les politiques dans les domaines de l'agriculture et de la pêche, les conditions d'approvisionnement en matières premières et en biens de consommation de première nécessité, les aides d'État, et les conditions d'accès aux fonds structurels  et aux programmes horizontaux de l'Union »,. Saint-Martin, en tant que RUP, peut bénéficier du Fonds européen de développement économique et régional, et du Fonds social européen avec des taux plus élevés qu'en métropole.
Saint-Barthélemy était également une région ultrapériphérique mais est devenu un pays et territoire d'outre-mer (PTOM) le 1er janvier 2012. Les trois autres COM ainsi que la Nouvelle-Calédonie sont également des PTOM : ils ne font pas partie de l'Union européenne mais bénéficient d'un « régime d'association ». Le droit communautaire ne leur est pas applicable mais ils sont éligibles au Fonds européen de développement.